# Vulcanophilus
Vulcanophilus is een geslacht van kevers uit de familie van de loopkevers (Carabidae). De wetenschappelijke naam van het geslacht is voor het eerst geldig gepubliceerd in 1896 door Heller.

## Soorten
Het geslacht Vulcanophilus is monotypisch en omvat slechts de volgende soort:
- Vulcanophilus calathoides Heller, 1896